# Davy Jones (cantor)
David Thomas Jones (Manchester, 30 de dezembro de 1945 — Flórida, 29 de fevereiro de 2012), mais conhecido como David Jones ou Davy Jones, foi um cantor, compositor, empresário, dublador e ator inglês. Ficou conhecido como membro da banda The Monkees, para qual gravou discos e atuou na série de televisão de mesmo nome, protagonizada pela própria banda. Após a separação dos Monkees, gravou álbuns solos e fez apresentações na TV, além de ter feito diversos trabalhos como ator. Jones é considerado um ídolo adolescente de sua geração.

## Biografia
Ator, cantor e músico britânico, ficou conhecido como membro da banda The Monkees, pela qual gravou discos e atuava em uma série de TV protagonizada pela própria banda. Após a separação dos Monkees, gravou álbuns solo e fez apresentações na TV.

## Discografia

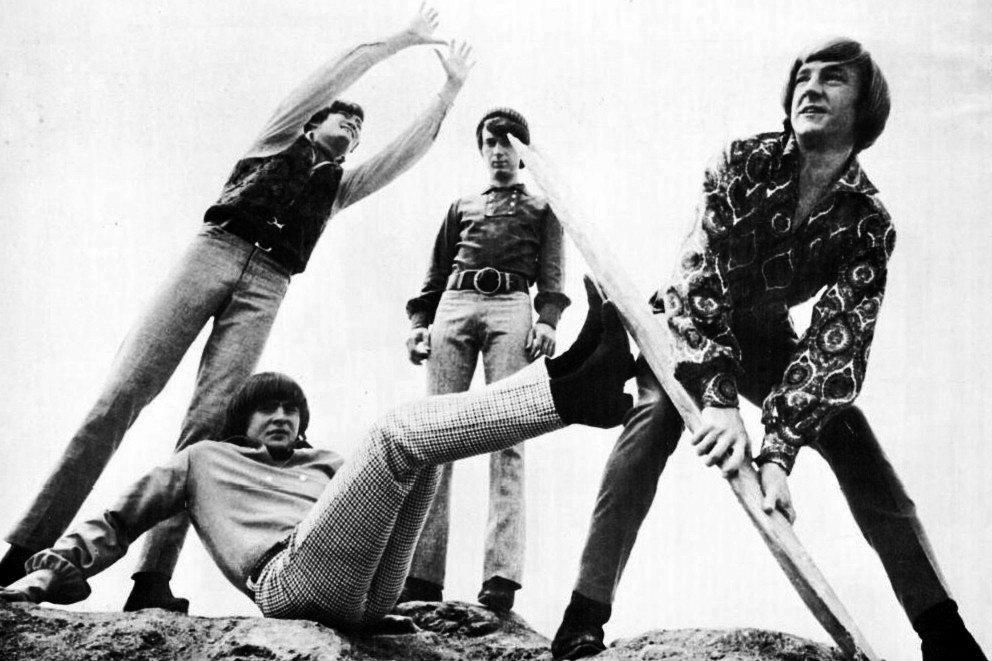
David Jones (abaixo) com The Monkees em 1967

### The Monkees

#### Álbuns de estúdio
- 1966 - The Monkees
- 1967 - More of The Monkees
- 1967 - Headquarters
- 1967 - Pisces, Aquarius, Capricorn & Jones Ltd.
- 1968 - The Birds, The Bees & the Monkees
- 1968 - Head
- 1969 - Instant Replay
- 1969 - The Monkees Present
- 1970 - Changes
- 1987 - Pool It!
- 1996 - Justus

#### Álbuns ao vivo
- 1987 - Live 1967
- 2001 - Summer 1967: The Complete U.S. Concert Recordings

#### Coletâneas
- 1969 - Greatest Hits
- 1971 - Barrel Full of Monkees
- 1976 - The Monkees Greatest Hits
- 1986 - Then & Now... The Best of The Monkees
- 1998 - The Monkees Anthology
- 2003 - The Headquarters Sessions

### Solo

#### Álbuns de estúdio
- 1967 - David Jones
- 1971 - Davy Jones

#### Álbuns ao vivo
- 1981 - David Jones Live

#### Trilha sonora
- 1978 - The Point!

## Filmografia

### The Monkees

#### TV
- 1966-1968 - The Monkees (série de TV)
- 1969 - 33⅓ Revolutions Per Monkee
- 1997 - Hey, Hey, It's the Monkees

#### Cinema
- 1968 - Head

### Solo

#### TV
- 1961 - Coronation Street
- 1972 - The New Scooby-Doo Movies (voz)
- 1978 - Horse in the House
- 1997 - Sabrina, the Teenage Witch
- 2002 - Hey Arnold! (voz)
- 2009 - SpongeBob SquarePants (voz)
- 2011 - Phineas and Ferb (voz)

#### Cinema
- 1971 - Lollipops and Roses
- 1973 - Treasure Island (voz)
- 1974 - Oliver Twist (voz)

## Morte e repercussão
Na manhã do dia 29 de fevereiro de 2012, Jones foi cuidar de seus 14 cavalos em uma fazenda em Indiantown, na Flórida. Depois de montar um de seus cavalos favoritos ao redor da pista, ele se queixou de dores no peito e dificuldade para respirar, e foi levado às pressas para o Martin Memorial South Hospital em Stuart, Flórida, onde morreu em decorrência de um ataque cardíaco fulminante, resultado por uma arteriosclerose.

### Reações à morte de Jones

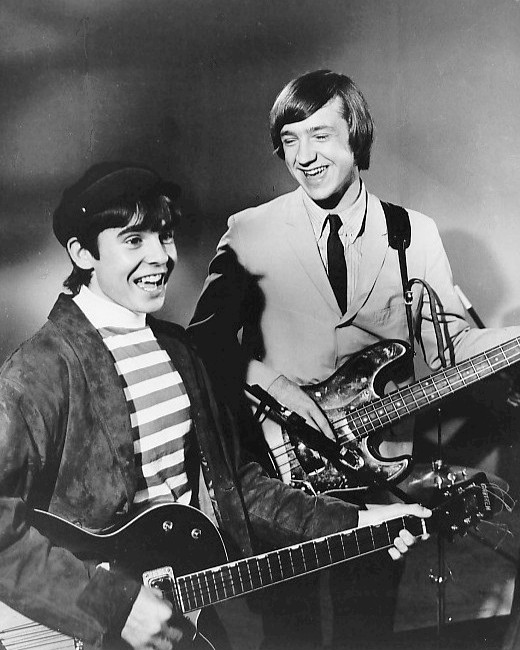
Davy Jones e Peter Tork em 1966

Os antigos companheiros de David Jones em The Monkees reagiram à morte do cantor: 
- Em seu site oficial Micky Dolenz escreveu: "Eu estou em estado de choque; Davy e eu crescemos juntos e compartilhamos um sucesso único que se tornou o fenômeno The Monkees. O tempo em que trabalhamos e estivemos juntos é algo que nunca esquecerei. Ele era o irmão que nunca tive e isto deixa um gigantesco buraco em meu coração. As memórias ficam e irão durar a vida inteira. Minhas condolências à toda sua família".[5]
- Peter Tork disse: "É com grande tristeza que reflito sobre a súbita partida de meu amigo de longa data e companheiro de aventuras, David Jones. Sentiremos falta de seu talento e seus dons estarão sempre conosco. Adios ao cowboy de Manchester".[6]
- Michael Nesmith disse: "Eu sentirei falta dele, mas não vou abandoná-lo à mortalidade. (...) O espírito e a alma de Davy vivem em meu coração entre todas as pessoas amorosas (...). Tenho boas memórias. Desejo a ele viagens seguras".[7]